# شهاب الدين شاهين باشا الخادم
شاهين پاشا الخادم بن عبد الله (توفي 1453م) ولقبه شهاب الدين (بالتركية: Hadım Şehabettin Paşa)، هو سياسي عثماني شغل منصب بكلربك الروملي (الحاكم العام في أراضي الروملي) بالدولة العثمانية. وشارك في حملة ڤارنا الصليبية حيث أرسله السلطان مراد الثاني إلى «الأفلاق» في مهمة عسكرية ولكنه انهزم من قوات يقودها العسكري المجري يوحنا هونياد في معركة ڤازاغ عام 1442م فعُزل من منصبه.
تنازل السلطان مراد الثاني لابنه السلطان محمد ووضعه على العرش وجعله سلطانًا مستقلاً وتنازل له عن سلطنة الدولة العثمانية، فأعاد السلطان محمد تعيين شهاب الدين پاشا حاكماً على الروملي (بكلربك) مرة أخرى. فحدث أن تمرد جنود الإنكشارية اعتراضاً على تولية السلطان الصغير محمد وتوجهوا إلى تلّة "بوچوق تپه" في العاصمة العثمانية أدرنة وأثاروا الاضطرابات وهجموا على قصر شهاب الدين پاشا لقتله، واضطر السلطان مراد للرجوع إلى العرش مرة أخرى وتولي السلطنة العثمانية، فعزل شهاب الدين پاشا مرة أخرى وأرسله مع السلطان محمد إلى مانيسا. ولكن بعد وفاة السلطان الغازي مراد خان الثاني، اعتلى ابنه السلطان محمد الثاني العرش مرة ثانية في أدرنة في 16 محرم 855هـ، فارتفعت مكانة شهاب الدين پاشا مرة أخرى، ولعب دورًا مهمًا مع بعض الپاشوات في إقناع السلطان محمد بفتح القسطنطينية، وساهم في مواصلة الحصار رغم معارضة الصدر الأعظم خليل پاشا چاندارلي الصغير.
توفي شهاب الدين شاهين پاشا في عام 1453م في بورصة، بعد أن شهد نجاح سياسة الفتوحات التي كان يدافع عنها طوال حياته.

## لقبه وحياته المبكرة
شهاب الدين شاهين پاشا الخادم، كان من الموالي الخصيان في الدولة العثمانية، مما أتاح له الخدمة في البلاط العثماني وخدمة النساء، حتى ترقى وأصبح كاپي آغا سى (بالتركية: kapı ağası)، أي أغا (رئيس) الباب السلطاني، ومن بعدها تولى مناصب عسكرية عُليا.
يُعرف شهاب الدين أيضًا باسم قولا شاهين باشا (بالتركية: Kula Şahin Paşa) في المراجع العثمانية. وهي إشارة إلى أصله كمولىً من العبيد (بالتركية: kul) (بالتركية العثمانية: قول)، لأنه كان من الدوشيرمة (بالتركية: devşirme)، وهم الأطفال المسيحيين الذين جُندوا في الدولة العثمانية، وكان من أصل جورجي.
تم إحضاره إلى البلاط العثماني في سن مبكرة جدًا كمولى، وأكمل دراسته في مدرسة إندرون ثم عمل كخصي بلاط السلطان العثماني وحريمه، لذلك أطلق عليه لقب "الخادم" (بالتركية: Hadım)، ومعنى كلمة "خادم" باللغة العثمانية وفي التركية الحديثة أيضا: "مخصي".

## مسيرته العسكرية
دخل شاهين پاشا القصر السلطاني وترقى في مناصب الأغوات إلى أن أصبح كاپي آغا (رئيس الحرس الخاص - رئيس القصر الداخلي)، وهو أقوى منصب يمكن أن يصل إليه مَولىً في البلاط العثماني. وفي هذا المنصب كان قناةً لجميع الالتماسات إلى السلطان، مما أتاح له فرصة ممارسة قدر معين من التأثير على كل من السلطان والملتمسين.
كان أول منصب لشهاب الدين پاشا خارج قصر السلطان هو منصب سنجق بك (حاكم ولاية) ألبانيا (بالتركية: sanjakbey).

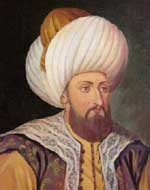
انتصر السلطان مراد الثاني على الصليبيين عند مدينة ڤارنا البُلغاريَّة ثم تنازل عن المُلك لِولده مُحمَّد الثاني. لوحة نُشرت عام 1815م.

وفي عام 1439م تم تعيينه في أعلى منصب عسكري في الدولة العثمانية، وأصبح بكلربك الروملي (حاكم عام أراضي البلقان). يُعرف شهاب الدين بأنه أحد "الصقور" في قصر السلطان ومُدافع عن سياسة الفتوحات العثمانية التوسعية.
في 27 يونيو 1441م، قاد الجيش العثماني في فتح قلعة نوڤو بردو الواقعة في أراضي كوسوڤو الحالية والاستيلاء على منطقة التعدين بها الغنية بمناجم الذهب والفضة عام 1441م، كآخر مدينة صربية كبرى. كما أخمد تمردًا أثاره أورهان چلبى (بالتركية: Orhan Çelebi) في منطقة دوبروجة.
استقبل شهاب الدين پاشا الدبلوماسي الراغوزي پريموڤيتش (Primović) في منطقة دوبرجيڤو (Dobrijevo) بالقرب من ڤوشتيرن (Vučitrn)، ونصح الراغوزيين بتقديم "هدايا ثمينة" إلى السلطان مراد لتجنب دفع الجزية للدولة العثمانية. عمل الراغوزيون بنصيحته، وبعد جهود مضنية، توصلوا إلى اتفاق مع الوزراء والسلاطين لإرسال هدايا ثمينة سنويًا.
ومع ذلك، عُزل من منصبه بسبب الهزيمة التي تعرض لها في معركة ڤازاغ (بالتركية: Vazag Muharebesi) عام 1442م.
ولكن في عام 1444م، قاد الجناح الأيسر للجيش العثماني في معركة ڤارنا.
تنازل السلطان مراد الثاني عن العرش لابنه محمد، وخلال فترة حكم السلطان محمد الفاتح الأولى، عَيَّنَ شهاب الدين شاهين پاشا وزيرًا، وأعيد إلى منصب بكلربك الروملي (حاكم عام أراضي البلقان).
عارض جنود الإنكشارية تنازل السلطان مراد الثاني عن العرش لابنه الصغير محمد الثاني نظراً لحداثة سِنّه (حوالي 12 عاماً وقتها)، وكان هذا التمرد هو أول عصيان إنكشاري في تاريخ الدولة العثمانية، وكان اسم التل الذي وقع فيه التمرد في أدرنة هو "بوچوق تپه"، ولذلك سُميَ عصيان "بوچوق تپه" (بالتركية: Buçuktepe İsyanı).
تمرد جنود الإنكشارية وتوجهوا إلى "بوچوق تپه" في العاصمة العثمانية أدرنة، وأثاروا الرعب في نفوس أهل المدينة، وهجموا على قصر شهاب الدين پاشا ونهبوه وأرادوا قتله، ولكنه نجا بصعوبة وهرب من الباب السري ولجأ إلى السلطان الشاب محمد الذي أنقذه، وأصبحت البلاد في حالة من الاضطراب. تشاور الوزراء فيما بينهم فاتخذوا الاحتياطات اللازمة لإحضار السلطان مراد من الأناضول وتنصيبه، وإرسال السلطان محمد إلى مانيسا. وانتهى الأمر بعودة السلطان مراد الثاني لاعتلاء العرش مرة ثانية، وزاد رواتب الإنكشارية إلى النصف.
بعد عودة السلطان مراد الثاني للعرش مرة ثانية، أُقيل شهاب الدين پاشا من منصبه وأُرسل مع السلطان محمد (الفاتح) إلى مانيسا. ولكن بعد وفاة السلطان مراد الثاني، ارتفعت مكانته مرة أخرى، ولعب دورًا مهمًا مع بعض الپاشوات في إقناع السلطان محمد بفتح القسطنطينية، وساهم في مواصلة الحصار رغم معارضة الصدر الأعظم خليل پاشا چاندارلي الصغير.

## الهزائم والمواقف العسكرية

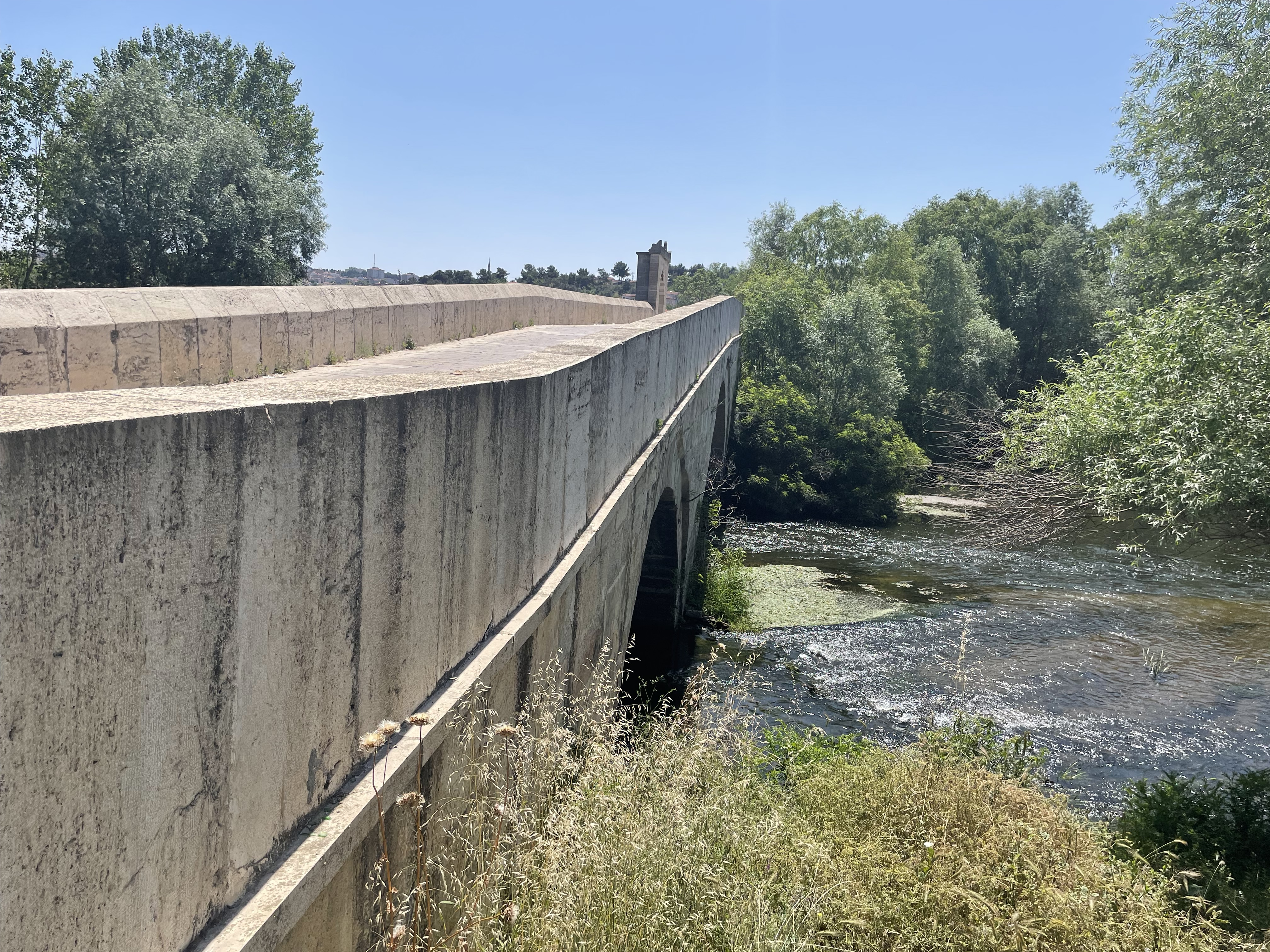
أول قوسين من جسر "سراج هانة" الذي بناه شهاب الدين شاهين پاشا على نهر التونجا في العاصمة العثمانية أدرنة عام 1451م ومازال قائماً. يبلغ طوله 120 مترًا (390 قدمًا) وعرضه 5 أمتار (16 قدمًا)، وله 11 رصيفًا و 12 قوسًا. يظهر في الصورة مبني الاستراحة في منتصف الجسر بين القوسين الرابع والخامس.

في 2 أو 6 سبتمبر 1442م، قاد شاهين پاشا جيشًا مكونًا من قواته الشخصية ومن ستة عشر سنجق بك تابعين له، أرسلهم السلطان مراد الثاني إلى إمارة الأفلاق لقتل حاكمها ڤلاد الثاني دراكول، ولكن تعرض هذا الجيش لهزيمة قاسية بالقرب من نهر يالوميتسا على يد القوات التي قادها العسكري المجري يوحنا هونياد. بعد هذه الهزيمة، تم عزل شهاب الدين پاشا من منصب بكلربك الروملي.
في عام 1444م، ظهر شهاب الدين پاشا مجددًا كقائد للقوات العثمانية التي واجهت أورهان، الذي كان ينافس على عرش السلطان. كما قاد القوات العثمانية كـ بكلربك الروملي في معركة ڤارنا. كان دعمه لسياسة الفتوحات أحد الأسباب التي جعلته منافسًا رئيسيًا للوزير الكبير خليل پاشا الچاندارلي الصغير.

## وفاته
توفي شهاب الدين شاهين پاشا في عام 1453م في بورصة، بعد أن شهد نجاح سياسة الفتوحات التي كان يدافع عنها طوال حياته.
هناك آراء متباينة حول مكان وتاريخ وفاة شهاب الدين پاشا. وفقًا لبعض المصادر، توفي في بورصة عام 1453م. بينما تشير مصادر أخرى إلى أنه توفي بعد عام 1455م في فيلبة (پلوڤديڤ حاليًا ببلغاريا). وفي فيلبة، يوجد ضريح باسمه لا يزال قائمًا حتى اليوم.

## إرثه

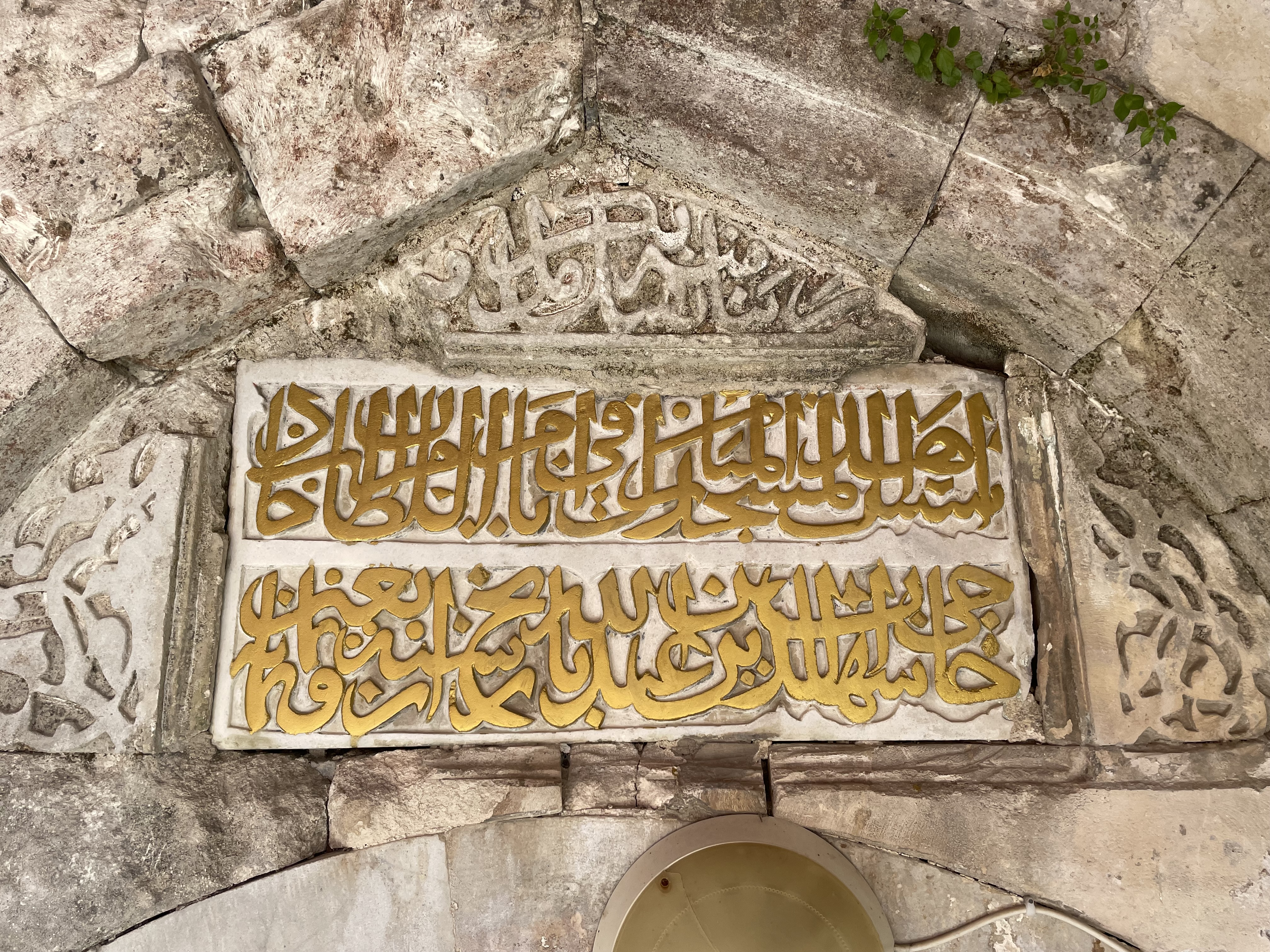
النص التأسيسي الموجود على باب جامع شهاب الدين شاهين پاشا، المعروف اليوم باسم جامع كيرازلي في مدينة أدرنة بتركيا، يتضمّن كتابة باللغة العربية تذكر اسم المؤسس على النحو التالي، ومنه عُرف أن اسم والده "عبد الله":
أُسس هذا المسجد المبارك أيام السلطان مراد خان
حاجي شهاب الدين بن عبد الله تاريخ سنة أربعين وثمانمائة

بنى شهاب الدين پاشا عدة منشآت، منها:
- جامع شهاب الدين باشا في أدرنة عام 1436م-1437م، ويُعرف اليوم أيضاً باسم "جامع كيرازلي" (بالتركية: Kirazlı Camii)، وكان يحتوي على مئذنة خشبية أصلية. مكتوب في اللوحة التأسيسية للمسجد أن والده اسمه "عبد الله".
- سبيل ماء في مدينة بورصة بمنطقة "تشاتال فيرين" (بالتركية: Çatalfırın) يُعرف بـ"نافورة لاليلي" (بالتركية: Laleli Çeşme).
- مسجد، ومطعم للفقراء، وخان في فيلبة (حاليا: پلوڤديڤ، ثاني أكبر مدينة في بلغاريا).
- مسجدان وحمام في أدرنة.
- جسر بناه عام 1451م على نهر التونجا (بالتركية: Tunca) في العاصمة العثمانية أدرنة، يُعرف اليوم بـ"جسر سراج خانة" (بالتركية: Saraçhane Köprüsü) بسبب قربه من حيّ "سراچ خانة"، وهذا النهر هو أهم روافد نهر ماريتسا في البلقان ويصب فيه على الأراضي التركية بالقرب من أدرنة.

## مناصبه
تولى المناصب التالية:
- رئيس الحرس الخاص السلطاني (كاپي آغا).
- حاكم سنجق (ولاية) ألبانيا.
- حاكم عام الروملي (1439م–1442م).
- عُزل من منصبه بسبب هزيمته في معركة ڤازاغ عام 1442م.[15]

## معرض الصور

مدخل جامع شهاب الدين بمدينة إدرنة بتركيا، والمعروف حاليا بجامع كيرازلي
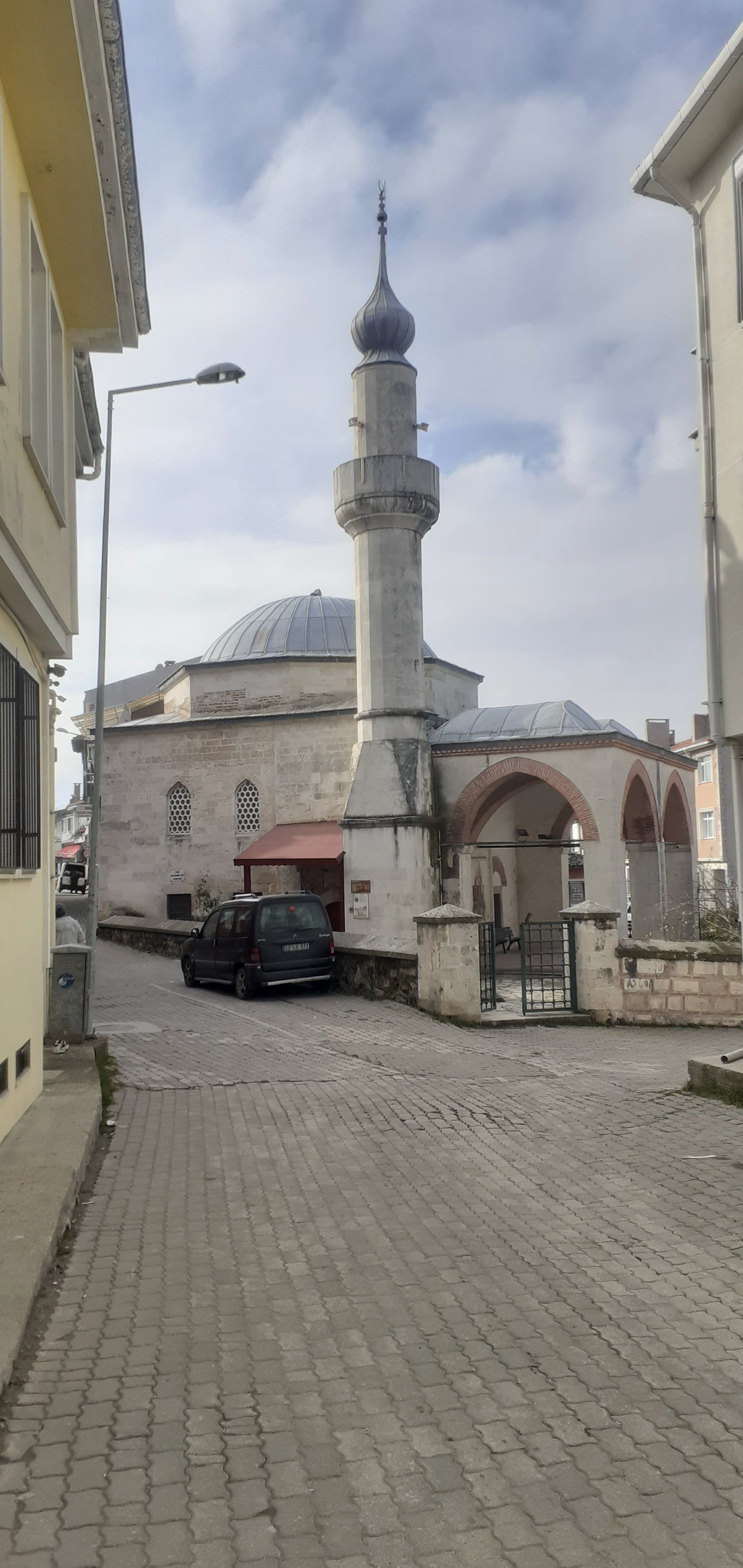
جامع شهاب الدين بمدينة إدرنة بتركيا، والمعروف حاليا بجامع كيرازلي.
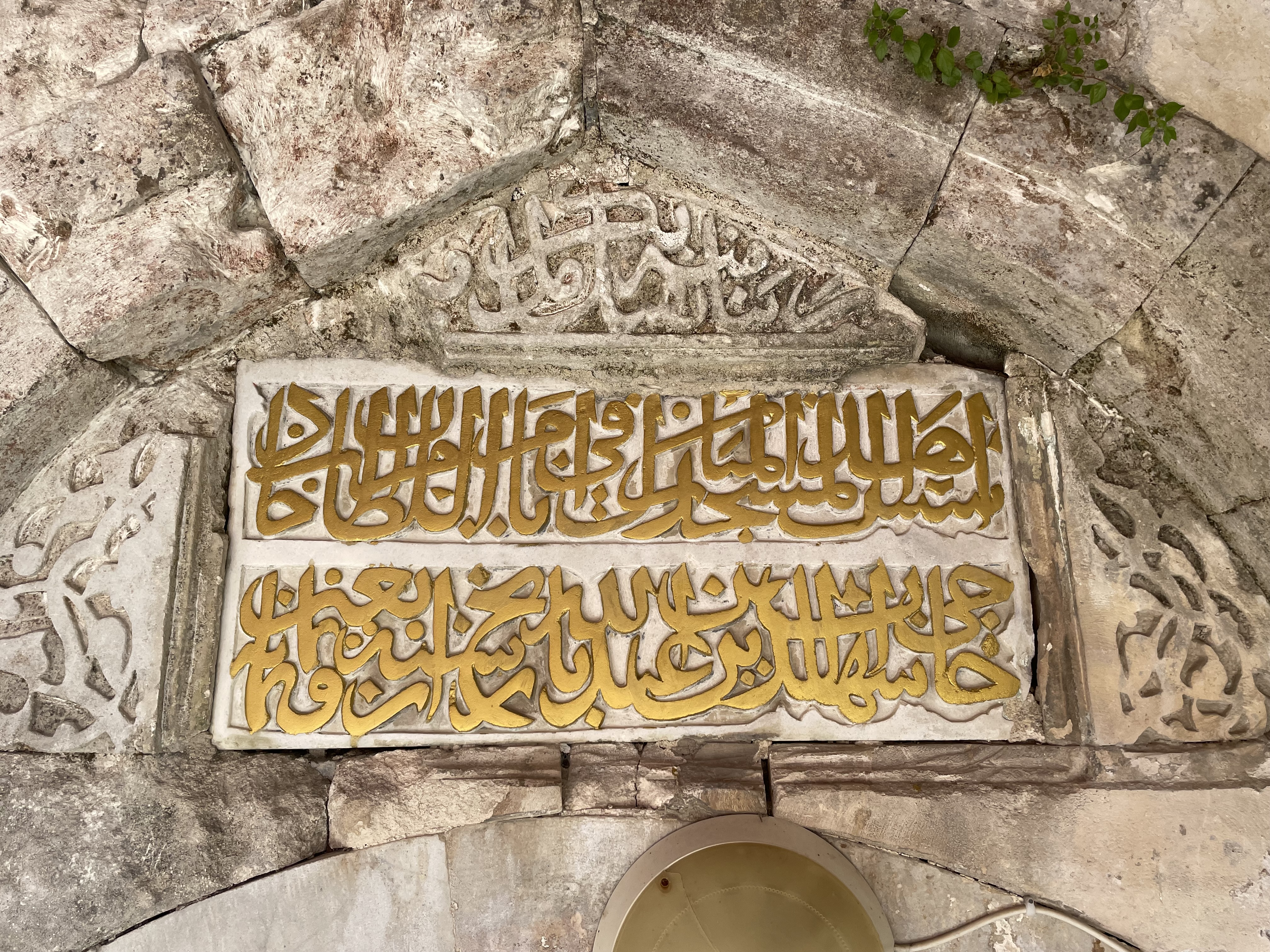
النص التأسيسي الموجود على باب جامع شهاب الدين شاهين پاشا، أو جامع كيرازلي بمدينة أدرنة بتركيا، ومنه عُرف أن اسم والده "عبد الله": أُسس هذا المسجد المبارك أيام السلطان مراد خان حاجي شهاب الدين بن عبد الله تاريخ سنة أربعين وثمانمائة
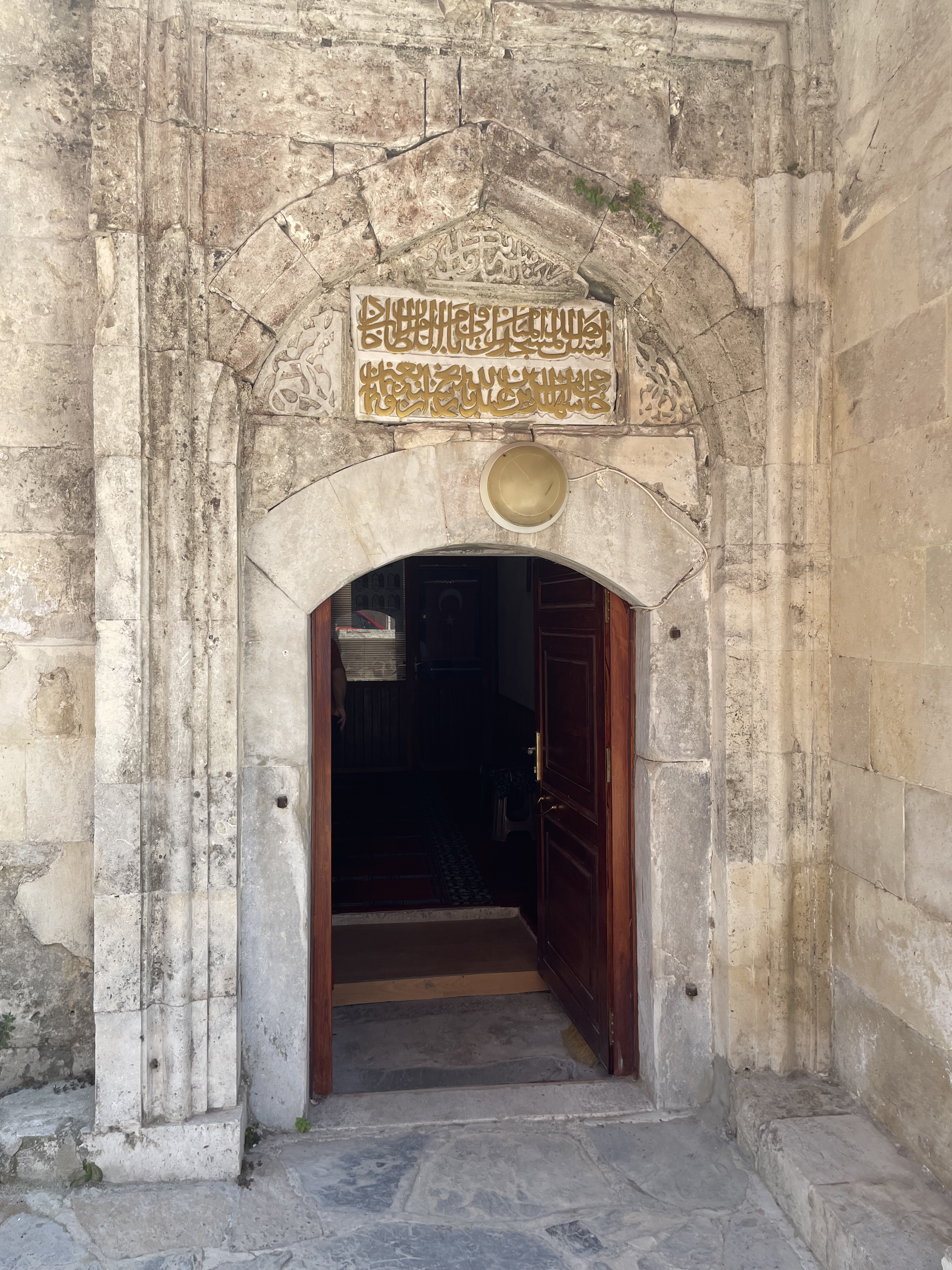
باب جامع شهاب الدين بمدينة إدرنة بتركيا، والمعروف حاليا بجامع كيرازلي، وتعلوه اللوحة التأسيسية للجامع.
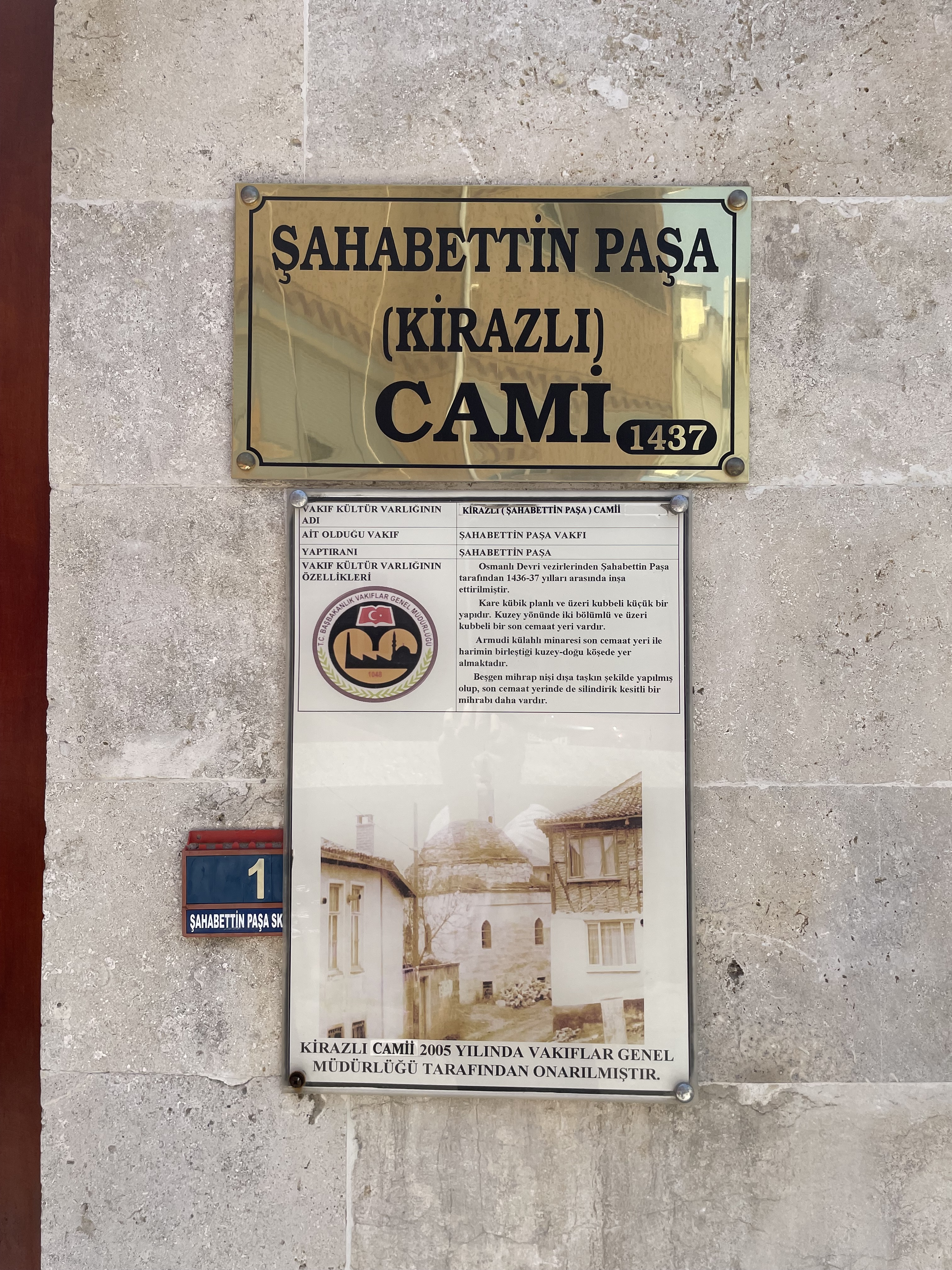
لوحة عليها اسم الجامع وتاريخ بناءه 1437م بجانب باب الجامع

ساحة الصلاة بجامع شهاب الدين بمدينة إدرنة بتركيا، والمعروف حاليا بجامع كيرازلي
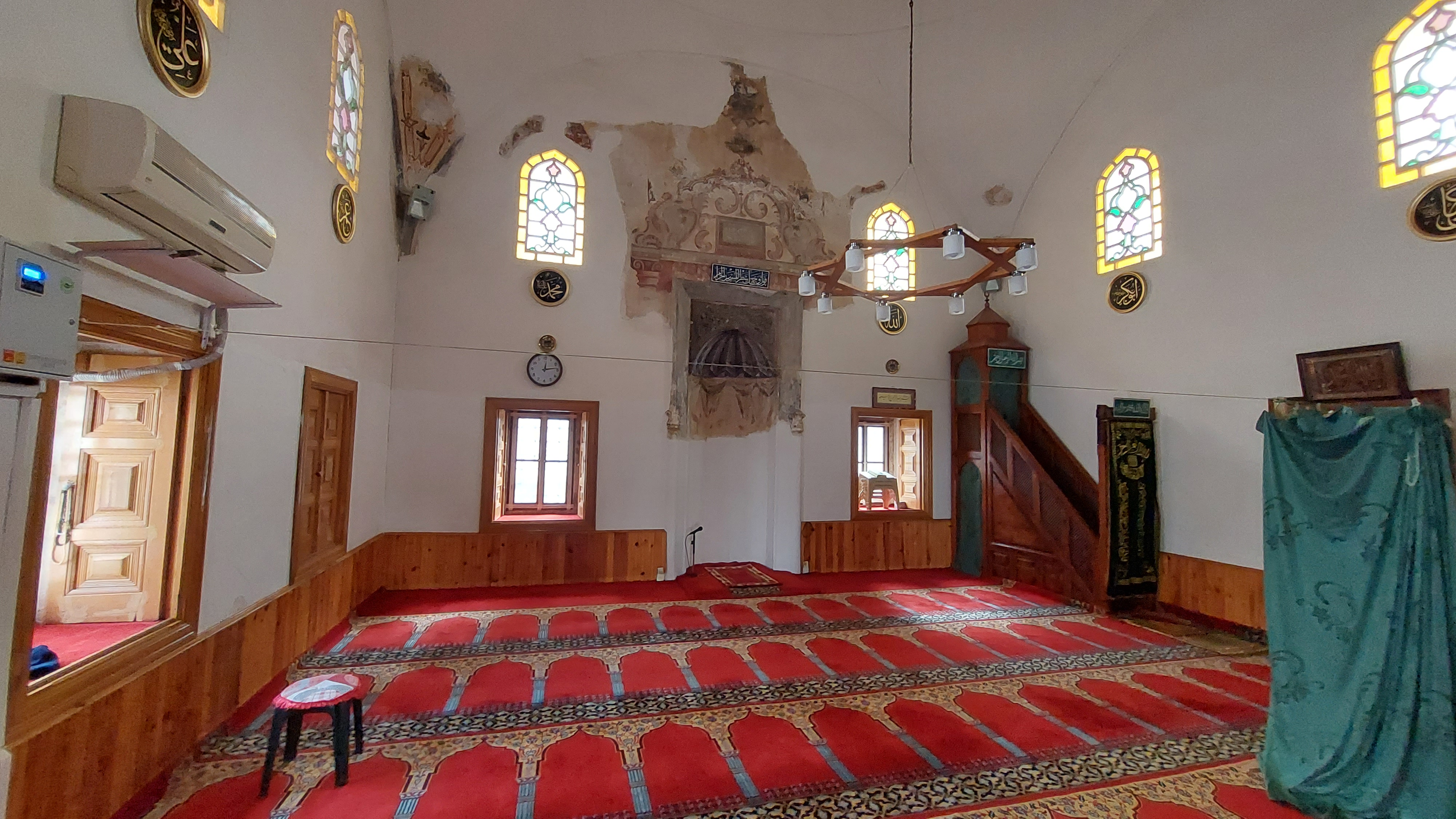
منظر داخلي من جامع شهاب الدين بمدينة إدرنة بتركيا، والمعروف حاليا بجامع كيرازلي.
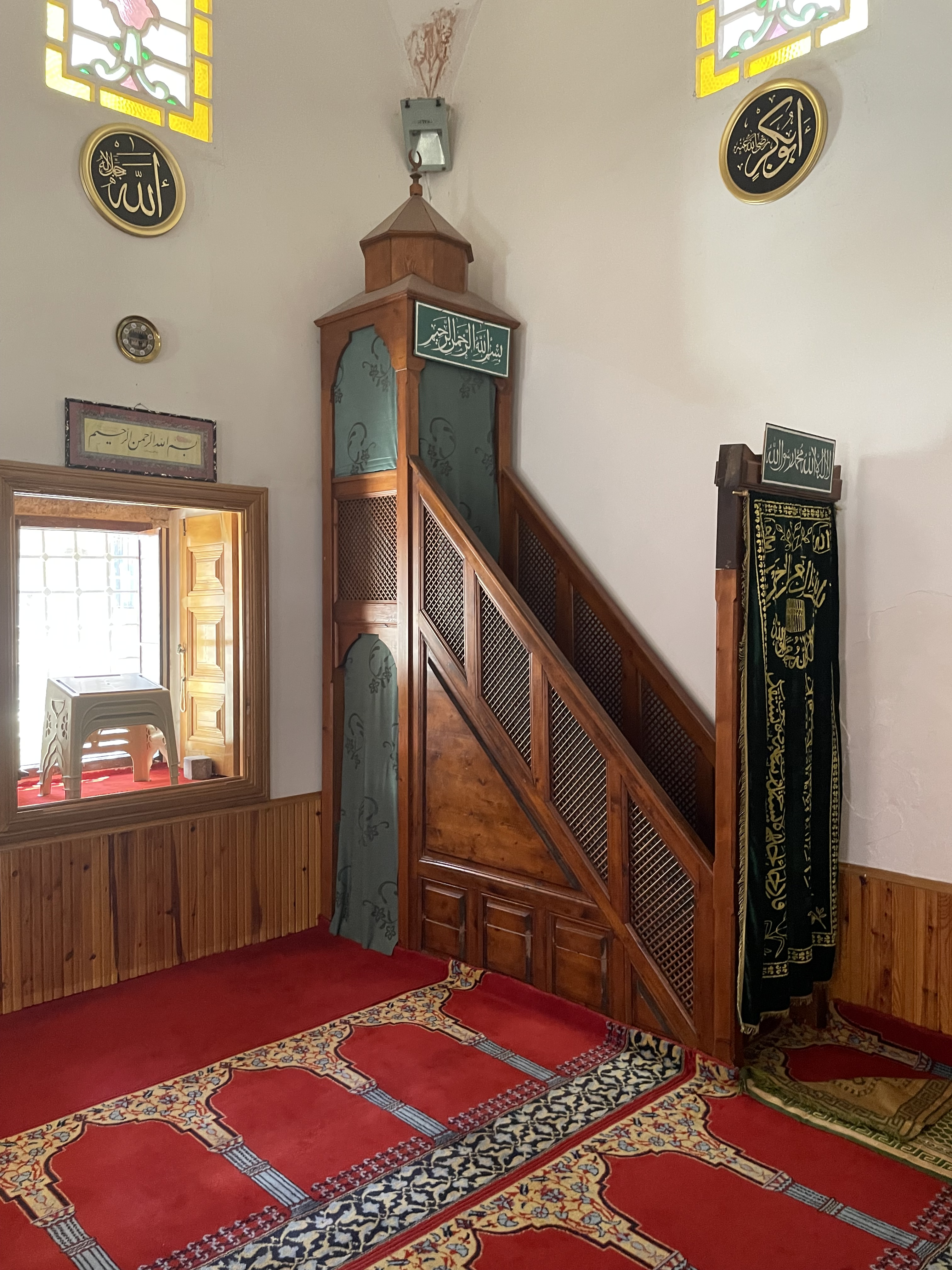
منبر جامع شهاب الدين بمدينة إدرنة بتركيا، والمعروف حاليا بجامع كيرازلي.
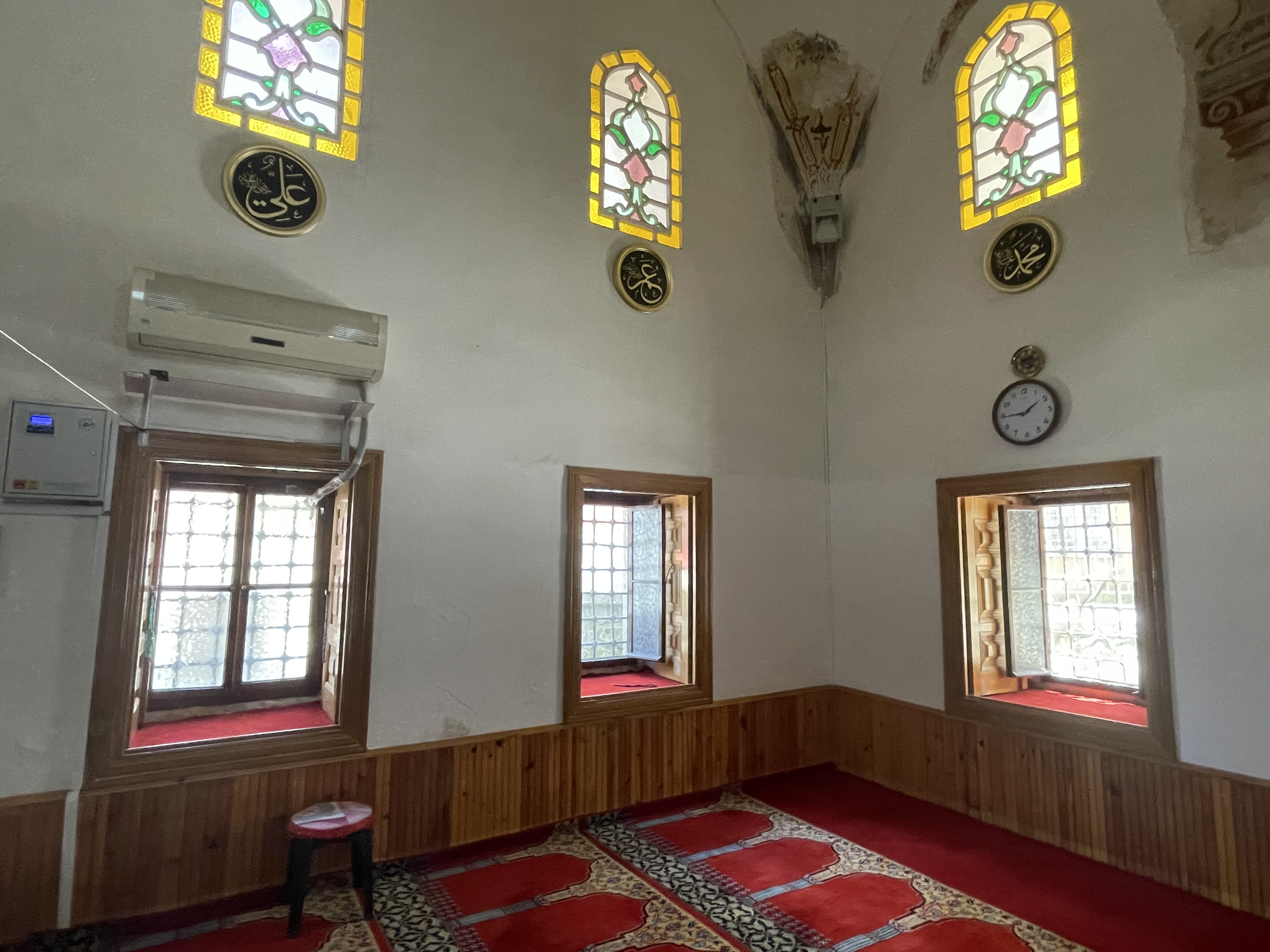
الإضاءة الداخلية عبر الشبابيك والزجاج الملون في جامع شهاب الدين بمدينة إدرنة بتركيا، والمعروف حاليا بجامع كيرازلي.
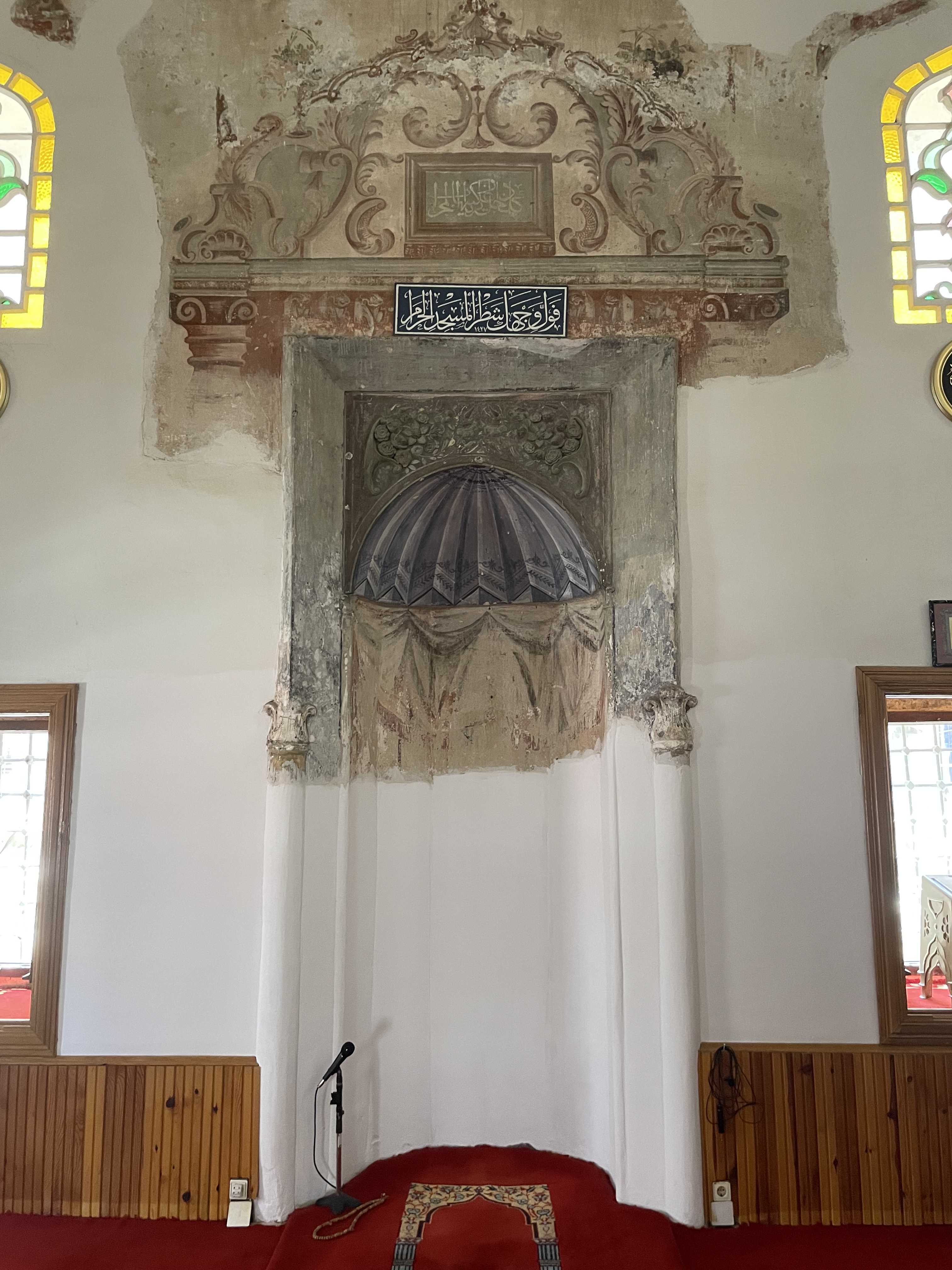
محراب جامع شهاب الدين شاهين پاشا، أو جامع كيرازلي بمدينة أدرنة بتركيا

ساحة جامع شهاب الدين بمدينة إدرنة بتركيا، والمعروف حاليا بجامع كيرازلي
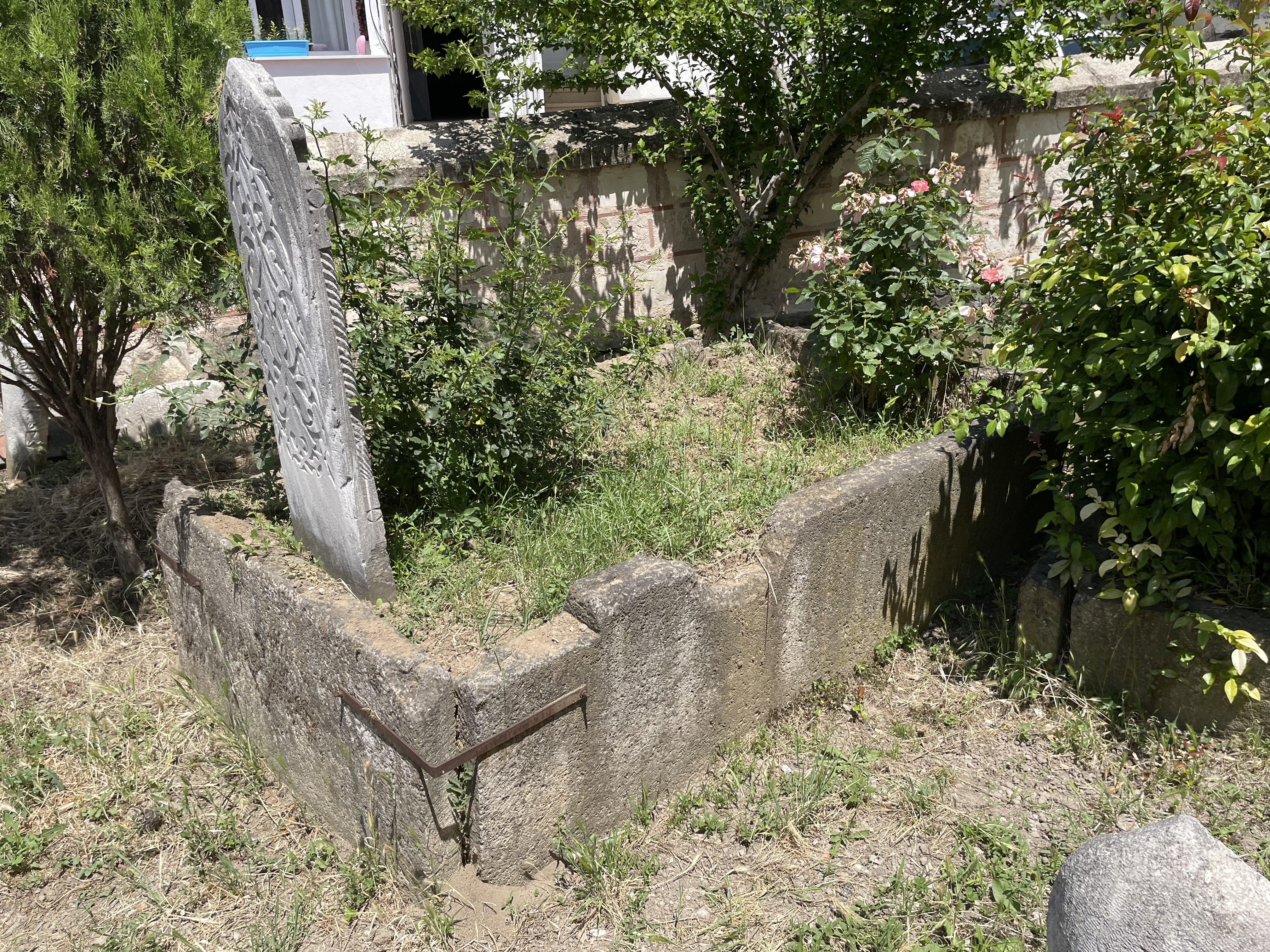
أحد القبور في ساحة الجامع الخلفية
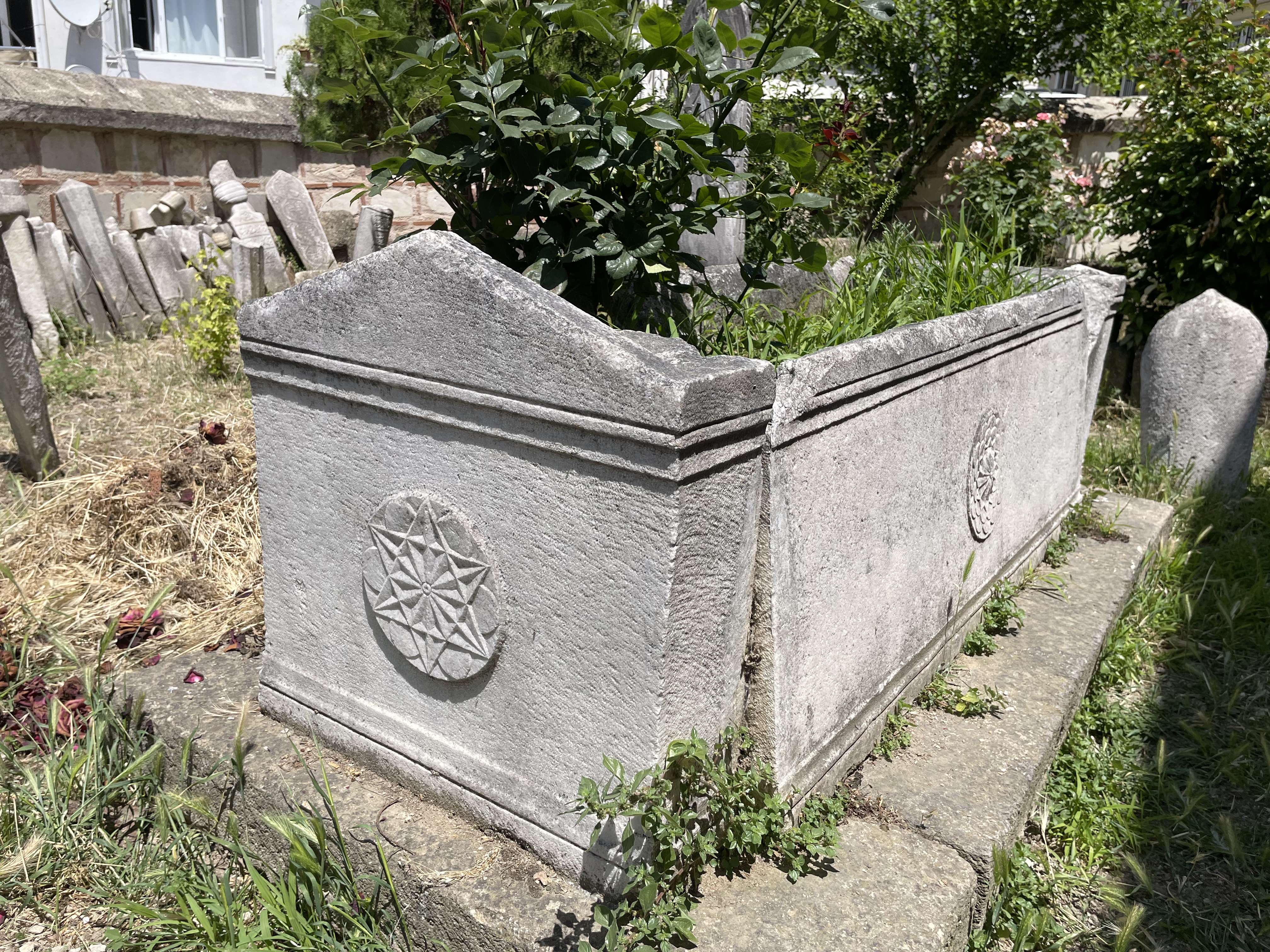
أحد القبور في ساحة الجامع الخلفية
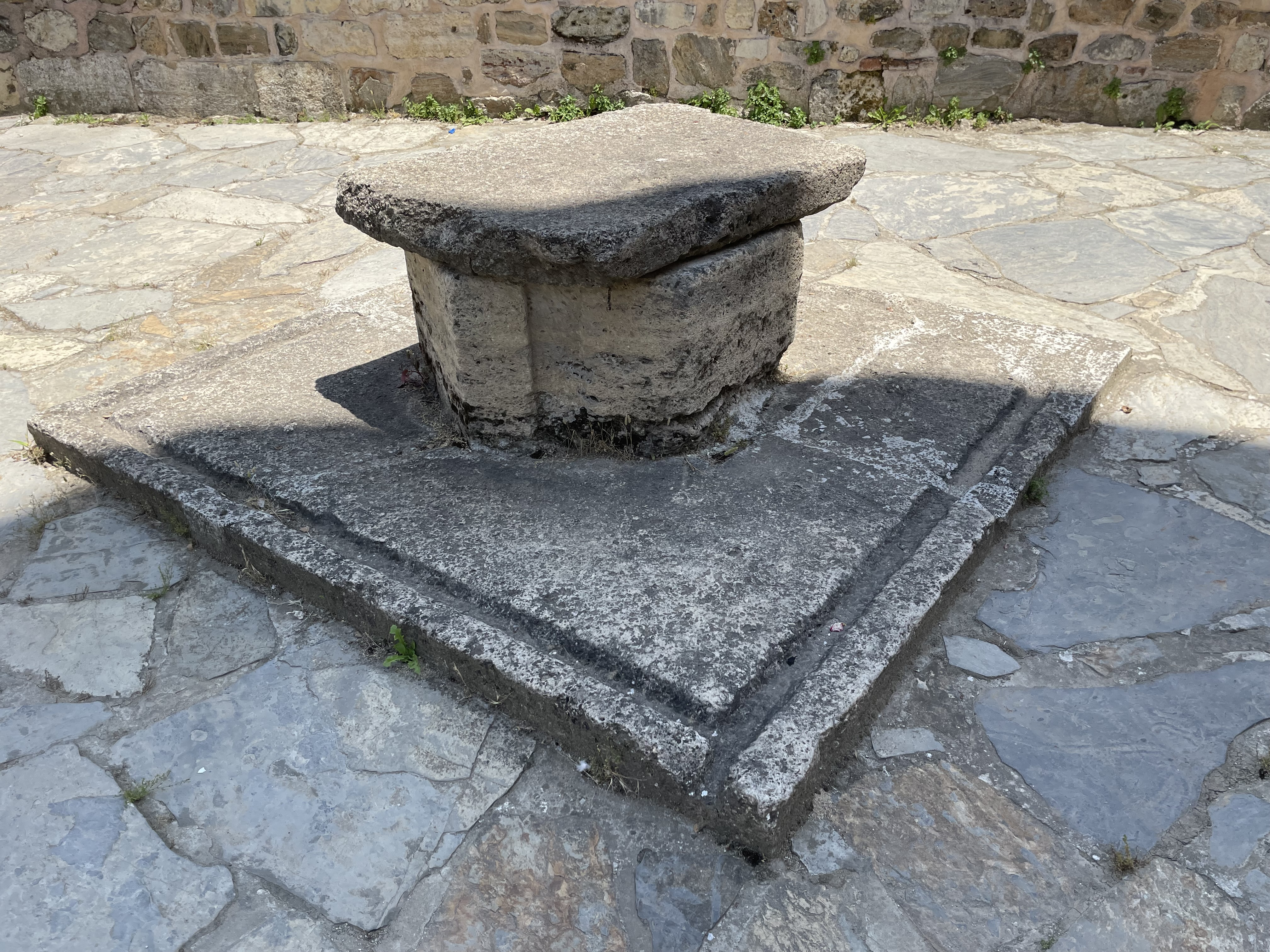
بئر ماء قديم أمام باب الجامع

جسر سراجخانة الذي بناه شهاب الدين شاهين باشا الخادم بمدينة إدرنة بتركيا
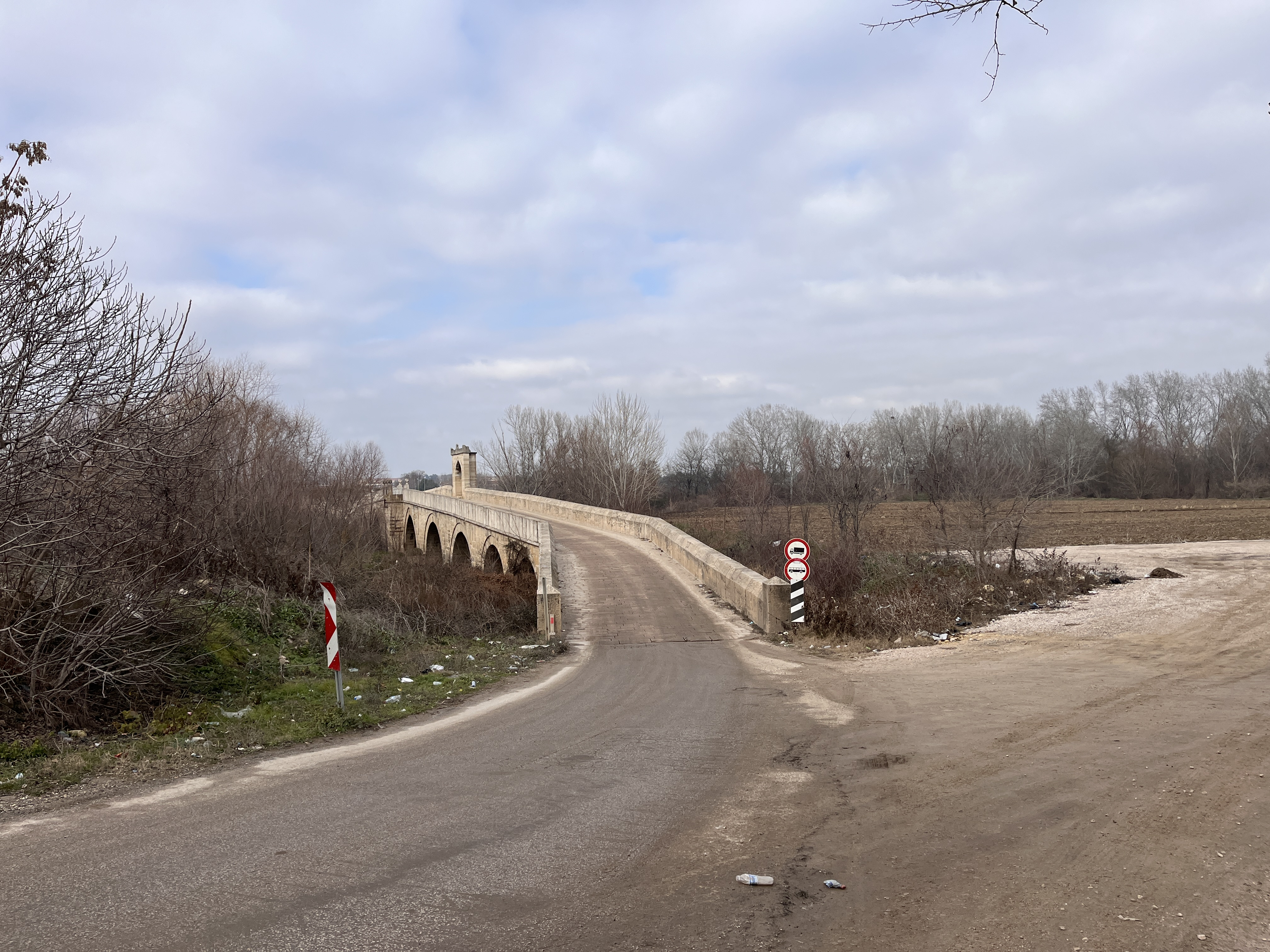
النصف الثاني لجسر سراجخانة وتظهر فيه خمسة أقواس تحت الجسر، والاستراحة أعلاه
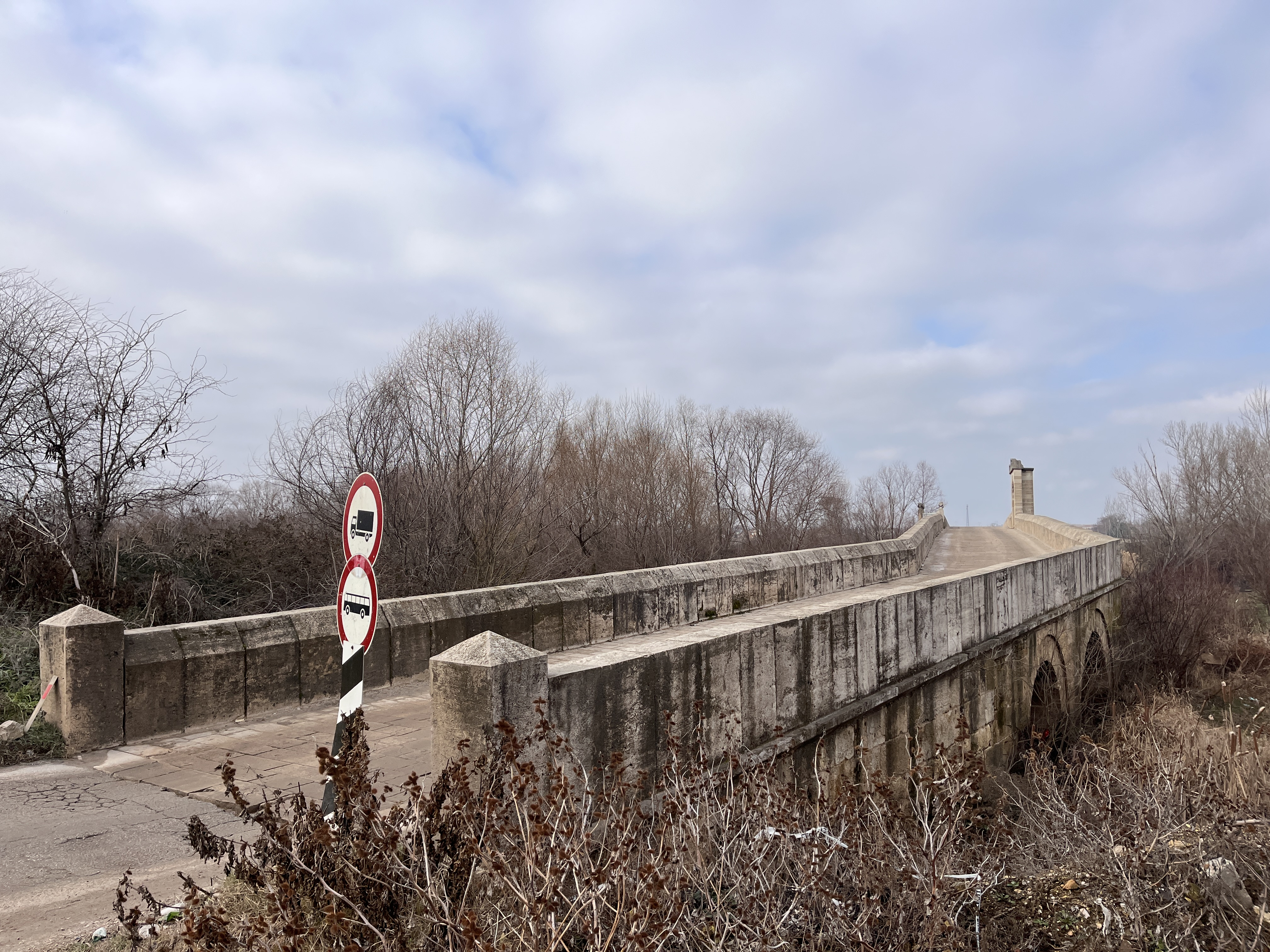
النصف الثاني لجسر سراجخانة وتظهر فيه خمسة أقواس تحت الجسر، والاستراحة أعلاه
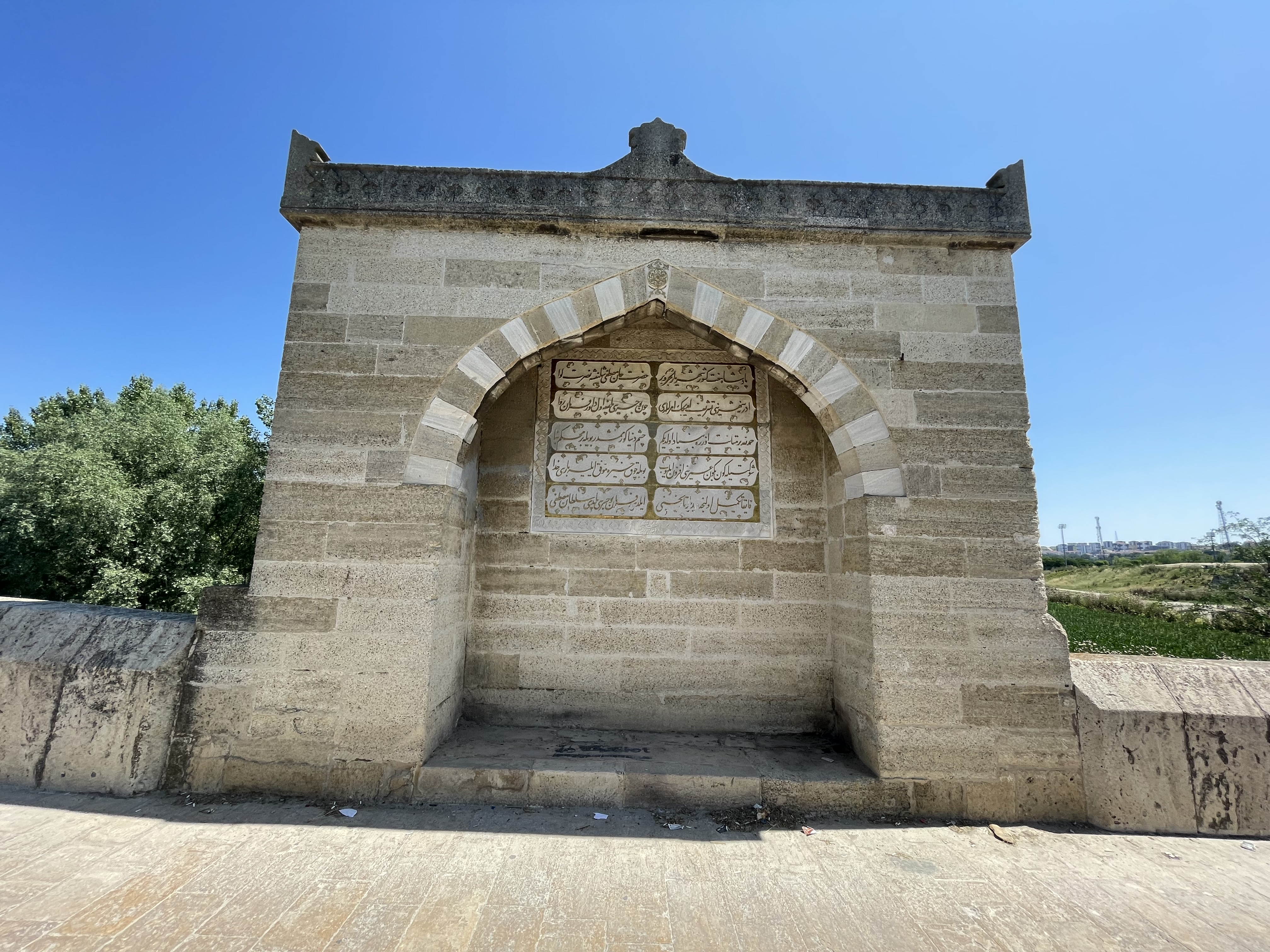
مبنى الاستراحة بمنتصف جسر سراجخانة الذي بناه شهاب الدين شاهين باشا الخادم بمدينة إدرنة بتركيا
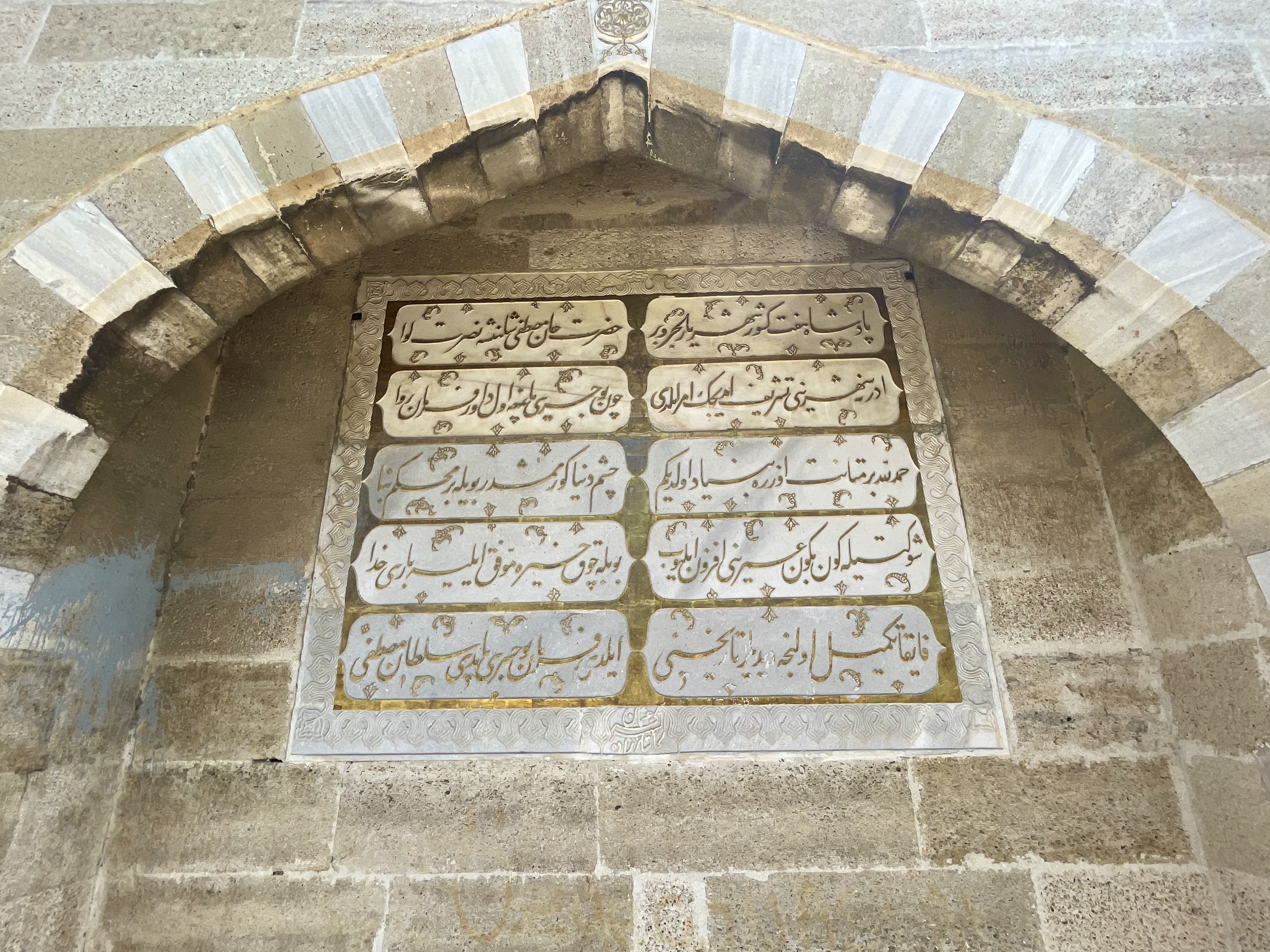
لوحة التجديدات الموجودة على مبنى الاستراحة بمنتصف جسر سراجخانة بمدينة إدرنة بتركيا
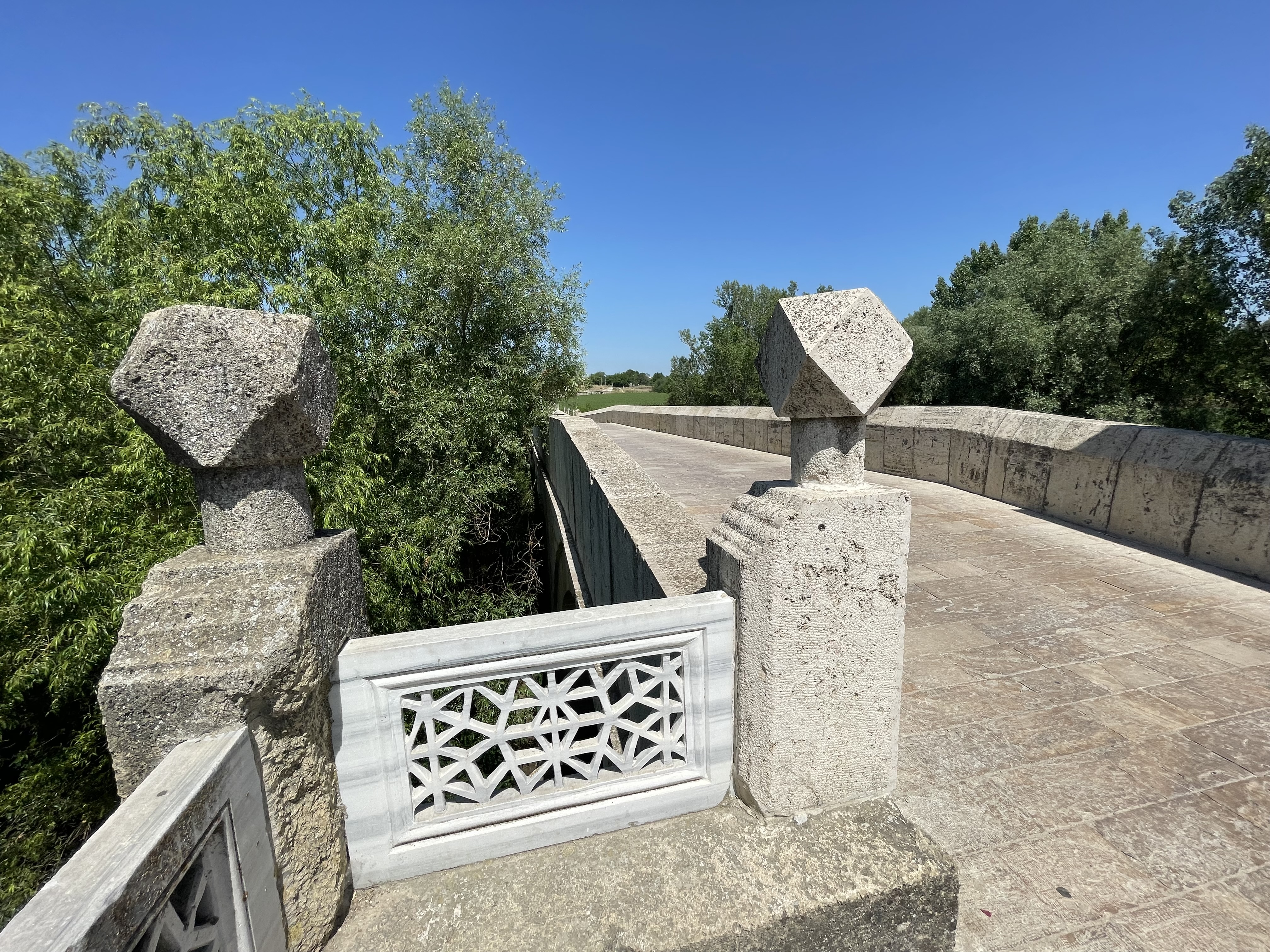
رأس جسر سراجخانة الذي بناه شهاب الدين شاهين باشا الخادم بمدينة إدرنة بتركيا